# Дьюла Ласло
Дьюла Ласло (угор. László Gyula; нар. 14 березня 1910, Рупя, Австро-Угорщина — пом. 17 липня 1998, Орадя, Румунія) — угорський історик, археолог, художник та професор, член Угорської художньої академії.

## Біографія
Народився 1910 року в Рупі, Австро-Угорщина, тепер Румунія. 1932 року закінчив Академію художнього мистевцтва в Будапешті та одночасно вивчав археологію та етнографію в Будапештському університеті. 1937—1940 — співробітник Угорського національного музею, а 1952—1957 року — завідувач відділом середньовічної археології. 1940—1949 — викладач Клузького університету. 1957—1980 — завідувач кафедрою археології Будапештського університету.
Ласло є автором більше, ніж 1000 портретів, археологічних ілюстрацій, 25 книг та 700 статей.

## Теорія «подвійного переселення» угорців
Його головна праця — неоднозначна та суперечлива теорія «подвійного переселення» угорців за Карпати на Тисо-Дунайську низовину у V та IX ст. Основним аргументом теорії є те, що аварська культура є схожою, а деколи ідентичною угорській. Тому друге переселення, яке відбулось 895 року, яке підтверджене історичною наукою, мало відбутись після першого переселення. Це задокументовано угорською Ілюстрованою хронікою.